# 헤이허시
헤이허시(중국어: 黑河, 병음: Hēihé, 중국조선어: 흑하)는 헤이룽장성에 있는 도시이다.
러시아에 접해 있고, 아무르강의 남쪽에 있다. 블라고베시첸스크에서 가깝고 인구는 173만 명, 면적은 5만2490km2이다. 오늘날 헤이허는 러시아와 중국의 주요 무역 중심지 중의 하나이다.

## 역사
오늘날의 헤이허의 옛 도시는 1683년에 현재 위치보다 남쪽으로 30 km 떨어진 곳에 세워졌고(오늘날의 아이후이 구에 해당한다) 아이훈이라는 이름으로 알려졌다. 1683년부터 1690년까지 아이훈은 헤이룽장성의 성도였다.

## 지리
헤이허 시는 헤이룽장성 북부에 위치하고 있으며, 아무르강을 경계로 러시아 아무르주의 주도 블라고베시첸스크와 마주하고 있다. 중국, 러시아 국경선 중에서 규모가 가장 크고, 거리가 제일 가깝다.

## 경제
오늘날의 헤이허는 블라고베시첸스크와 함께 중국과 러시아 간의 자유무역지대를 형성하고 있다. 많은 중국인들과 러시아인들이 두 도시 간의 여행시 비자를 면제받고 비공식적인 무역도 활발해졌다. 블라고베시첸스크의 일부 주민들은 생계비가 훨씬 싼 중국 쪽의 아파트를 구입하고 있다.
아무르강 옆의 우아니우 호수에는 동계 혹한기 악천후를 테스트하는 만도 베이징 연구소에서 운영하는 헤이허 동계 연구센터가 있다. 만도는 호수 전체를 30년간 장기 임대했다.

## 행정 구역

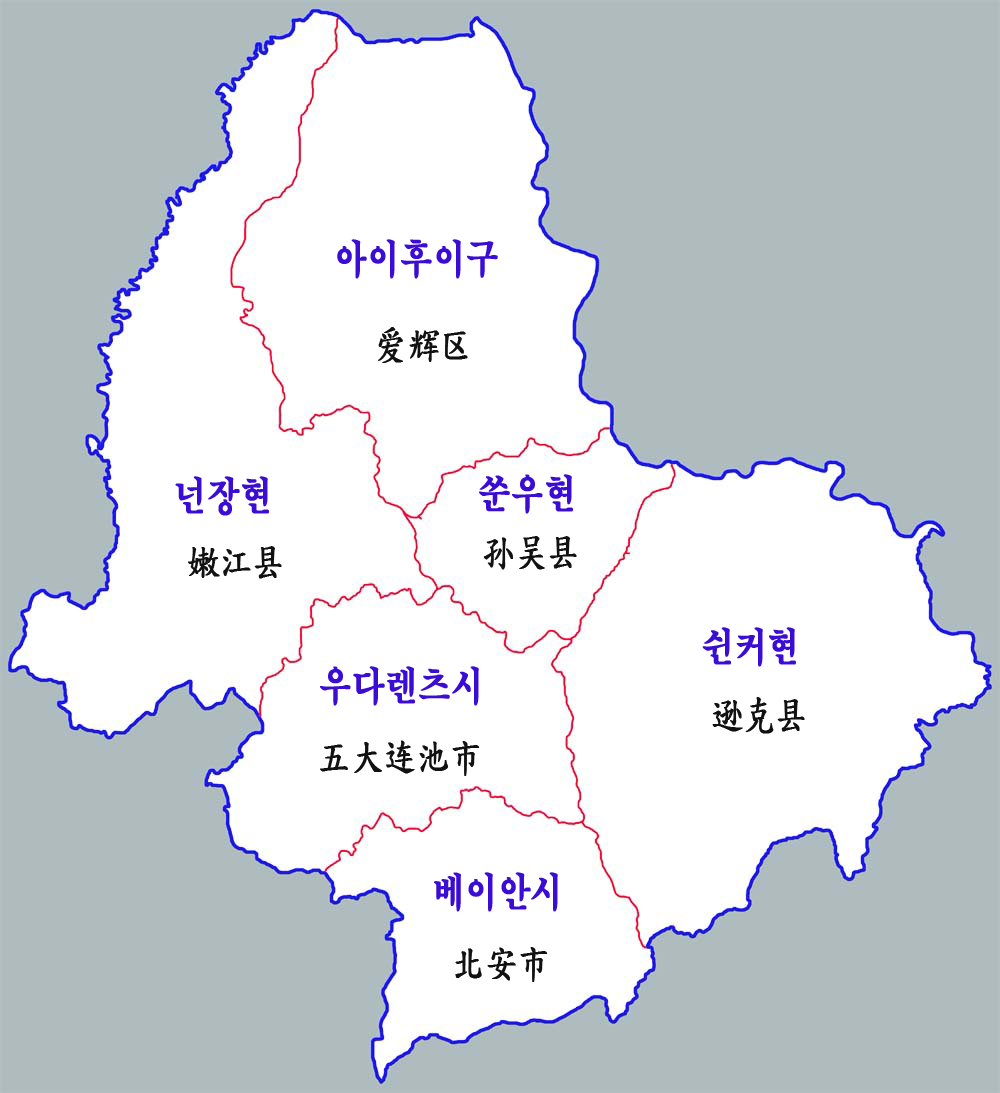
헤이허 시 현급구역

시할구
- 아이후이 구(爱辉区)

현급시
- 넌장시(嫩江市)
- 베이안 시(北安市)
- 우다롄츠 시(五大连池市)

현
- 쉰커 현(逊克县)
- 쑨우 현(孙吴县)

## 민족
2010년 기준으로 한족이 97.04%로 다수를 차지하며 다음으로 만주족 1.51%, 다우르족 0.42%, 후이족 0.32%, 몽골족 0.30%외에도 조선족, 오로촌족, 에벤키족, 시버족, 투자족, 어뤄쓰족 등의 소수민족들이 있다. 2020년 기준으로는 한족이 96.95%로 2010년 대비 한족 인구 비율이 0.09% 하락하고 소수민족 비율은 3.05%로 2010년 대비 소수민족이 차지하는 비율이 0.09% 상승했다.
| 민족      | 인구      | 비율(%) |
| --------- | --------- | ------- |
| 한족      | 1,624,327 | 97.04%  |
| 만주족    | 25,253    | 1.51%   |
| 다우르족  | 6,985     | 0.42%   |
| 후이족    | 5,327     | 0.32%   |
| 몽골족    | 5,051     | 0.30%   |
| 조선족    | 3,230     | 0.19%   |
| 오로촌족  | 1,894     | 0.11%   |
| 에벤키족  | 776       | 0.05    |
| 시버족    | 312       | 0.02%   |
| 투자족    | 132       | 0.01%   |
| 어뤄쓰족  | 126       | 0.01%   |
| 기타 민족 | 486       | 0.03%   |

## 관광
1988년 헤이허 시는 중국 최초로 중국 - 러시아 1일 관광 코스를 개척한 후, 2일, 3일 등의 프로그램으로 확장했다. 뿐만 아니라 요양, 레저 쇼핑, 휴가 등 다양한 프로그램을 준비했다.
- 오대연지(五大連池)
- 아이훈 역사전시관 (瑷珲)
- 촹관동 (闯关东)
- 와우호(卧牛湖) 수상공원
- 오르존 (Orogen)

## 교통

### 항공
- 헤이허 공항(黑河機場)은 헤이룽 장성 헤이허시에 위치한 공항이다.

### 버스
헤이허와 블라고베시첸스크 간의 교통은 여름에는 보트를 이용하고 강이 어는 겨울에는 버스를 이용한다. 얼음이 너무 얇게 얼어서 버스가 운행할 수 없을 때는 호버크래프트를 이용한다.

## 기후
| 헤이허시 아이후이구의 기후                                    | 헤이허시 아이후이구의 기후 | 헤이허시 아이후이구의 기후 | 헤이허시 아이후이구의 기후 | 헤이허시 아이후이구의 기후 | 헤이허시 아이후이구의 기후 | 헤이허시 아이후이구의 기후 | 헤이허시 아이후이구의 기후 | 헤이허시 아이후이구의 기후 | 헤이허시 아이후이구의 기후 | 헤이허시 아이후이구의 기후 | 헤이허시 아이후이구의 기후 | 헤이허시 아이후이구의 기후 | 헤이허시 아이후이구의 기후 |
| 월                                                            | 1월                        | 2월                        | 3월                        | 4월                        | 5월                        | 6월                        | 7월                        | 8월                        | 9월                        | 10월                       | 11월                       | 12월                       | 연간                       |
| ------------------------------------------------------------- | -------------------------- | -------------------------- | -------------------------- | -------------------------- | -------------------------- | -------------------------- | -------------------------- | -------------------------- | -------------------------- | -------------------------- | -------------------------- | -------------------------- | -------------------------- |
| 역대 최고 기온 °C (°F)                                        | −0.4 (31.3)                | 7.1 (44.8)                 | 20.4 (68.7)                | 28.3 (82.9)                | 35.1 (95.2)                | 39.3 (102.7)               | 37.2 (99.0)                | 35.1 (95.2)                | 31.1 (88.0)                | 28.2 (82.8)                | 12.5 (54.5)                | 1.1 (34.0)                 | 39.3 (102.7)               |
| 일평균 최고 기온 °C (°F)                                      | −15.6 (3.9)                | −9.9 (14.2)                | −0.8 (30.6)                | 10.7 (51.3)                | 19.4 (66.9)                | 24.9 (76.8)                | 27.1 (80.8)                | 24.9 (76.8)                | 18.9 (66.0)                | 8.8 (47.8)                 | −5.2 (22.6)                | −15.3 (4.5)                | 7.3 (45.2)                 |
| 일일 평균 기온 °C (°F)                                        | −21.6 (−6.9)               | −16.9 (1.6)                | −7.2 (19.0)                | 4.5 (40.1)                 | 12.8 (55.0)                | 18.9 (66.0)                | 21.6 (70.9)                | 19.2 (66.6)                | 12.4 (54.3)                | 2.8 (37.0)                 | −10.7 (12.7)               | −20.6 (−5.1)               | 1.3 (34.3)                 |
| 일평균 최저 기온 °C (°F)                                      | −26.2 (−15.2)              | −22.6 (−8.7)               | −13.3 (8.1)                | −1.8 (28.8)                | 6.0 (42.8)                 | 12.7 (54.9)                | 16.6 (61.9)                | 14.3 (57.7)                | 6.8 (44.2)                 | −2.4 (27.7)                | −15.3 (4.5)                | −24.8 (−12.6)              | −4.2 (24.5)                |
| 역대 최저 기온 °C (°F)                                        | −44.5 (−48.1)              | −40.9 (−41.6)              | −32.8 (−27.0)              | −19.1 (−2.4)               | −8.4 (16.9)                | 1.7 (35.1)                 | 7.9 (46.2)                 | 4.0 (39.2)                 | −5.3 (22.5)                | −19.1 (−2.4)               | −32.8 (−27.0)              | −38.9 (−38.0)              | −44.5 (−48.1)              |
| 평균 강수량 mm (인치)                                         | 5.0 (0.20)                 | 5.1 (0.20)                 | 7.0 (0.28)                 | 23.2 (0.91)                | 55.8 (2.20)                | 87.5 (3.44)                | 147.0 (5.79)               | 112.9 (4.44)               | 66.4 (2.61)                | 27.6 (1.09)                | 11.1 (0.44)                | 8.1 (0.32)                 | 556.7 (21.92)              |
| 평균 강수일수 (≥ 0.1 mm)                                      | 7.4                        | 4.6                        | 4.9                        | 6.6                        | 10.9                       | 12.8                       | 14.3                       | 14.1                       | 11.0                       | 7.7                        | 7.3                        | 7.9                        | 109.5                      |
| 평균 강설일수                                                 | 10.4                       | 7.3                        | 7.4                        | 4.6                        | 0.4                        | 0                          | 0                          | 0                          | 0.2                        | 4.9                        | 9.7                        | 11.2                       | 56.1                       |
| 평균 상대 습도 (%)                                            | 67                         | 62                         | 56                         | 50                         | 54                         | 68                         | 76                         | 78                         | 70                         | 61                         | 66                         | 69                         | 65                         |
| 평균 월간 일조시간                                            | 174.3                      | 208.5                      | 256.3                      | 245.0                      | 257.0                      | 263.1                      | 249.5                      | 232.7                      | 219.9                      | 192.4                      | 165.4                      | 153.0                      | 2,617.1                    |
| 가능 일조율                                                   | 65                         | 73                         | 69                         | 59                         | 54                         | 54                         | 51                         | 53                         | 59                         | 59                         | 62                         | 62                         | 60                         |
| 출처: 중국기상국 (평년값: 1991년~2020년, 극값: 1971년~2010년) |                            |                            |                            |                            |                            |                            |                            |                            |                            |                            |                            |                            |                            |

## 자매 도시
- 러시아 블라고베셴스크